# ブルースカイ事件
ブルースカイ事件（ブルースカイじけん）は、昭和34年（1959年）8月31日に神奈川県横浜市中区山下町のナイトクラブ「ブルースカイ」で起こった、三代目山口組と稲川組（のちの稲川会）の暴力団抗争事件。

## 発生まで
1959年8月31日、神奈川県横浜市山下町のナイトクラブ「ブルースカイ」の貸切りで、歌手の美空ひばりの弟・小野透（後のかとう哲也）の後援会発会式が行われた。美空ひばり、美空ひばりの弟・花房錦一、三代目山口組・田岡一雄組長らが小野透後援会発足式に参加した。

## 事件
同日、小野透後援会発足式の後、田岡一雄、美空ひばりらはブルースカイで酒を飲んだ。
同日夜、稲川組会員・佐藤義雄がブルースカイに入り、美空ひばりを見つけた。佐藤義雄は、ブルースカイの支配人を通して、美空ひばりに1曲の歌唱を頼んだ。田岡一雄のボディーガードは、佐藤義雄に、自分たちが田岡一雄と山口組組員だと伝えた上で、美空ひばりの歌唱を断った。佐藤義雄と田岡一雄のボディーガード6人は、口論となった。田岡一雄のボディーガード6人は、佐藤義雄を駐車場に連行し、拳銃を突きつけた。田岡一雄のボディーガードは、佐藤義雄が稲川組組員だとわかると、手を引いた。稲川角二の親分・鶴岡政次郎と田岡一雄は兄弟分だった。
その後、佐藤義雄は、鶴政会事務所に戻り、鶴政会幹部・林喜一郎に、ブルースカイに田岡一雄がいることを伝えた。林喜一郎は、鶴政会傘下組織に電話して、横浜駅から戸塚駅までの各駅に鶴政会会員を配置させて、田岡一雄を待った。
同日、田岡一雄は、笹田一家の笹田照一総長から連絡を受け、横浜駅から戸塚駅までの各駅に鶴政会会員が待機していることを知った。田岡一雄たちはタクシーで神奈川県鎌倉市大船まで行き、東海道線を使って、神戸市に戻った。
その後、田岡一雄は、山口組組員150人を、鈍行列車で、横浜市に送った。神奈川県警は、田岡一雄が山口組組員150人を横浜市に送ったことを知り、非常警戒態勢をとって、東海道線の車内や通路で、職務質問や検問を行った。